# General Mansilla
General Mansilla, aussi appelée Estación Bartolomé Bavio, est une localité argentine située dans le partido de Magdalena, dans la province de Buenos Aires. La localité est située sur la route provinciale 54, entre les routes provinciales 11 et 36, à 30 km du chef-lieu, Magdalena. 
L'actrice Tita Merello y a vécu lorsqu'elle avait une dizaine d'années.

## Démographie
La localité compte 2 022 habitants (Indec, 2010), ce qui représente une augmentation de 20 % par rapport au recensement précédent de 2001 qui comptait 1 684 habitants.